# 古川勉
古川 勉（ふるかわ つとむ、1968年2月10日 - ）は、日本の元俳優。代表作は『ビー・バップ・ハイスクール』シリーズ。2021年2月現在、千葉県銚子市で保険の総合代理店の執行役員を務めている。2007年度銚子商工会議所青年部 第33代会長を務めた。2021年公開『99.9-刑事専門弁護士-THE MOVIE』に出演するなど芸能活動も散発的に行っている

## 人物
- 水産高校3年生でヨット部だった当時、書類選考を通って、一次審査で呼ばれた日程が、警察官の採用試験日と重なった。父親に相談したら「やりたいほうをやればいい」と言われて、役者の道を選び、映画『ビー・バップ・ハイスクール』兼子信雄役でデビューした[1]。
- 当時はファンクラブもあったほどの人気だった[1]。
- 1990年、結婚を機に芸能界を引退し帰郷[1]。
- 資格：損害保険「トータルプランナー」[1]。

## 主な出演作

### 映画
- ビー・バップ・ハイスクール（1985年） - 兼子信雄
- ビー・バップ・ハイスクール 高校与太郎哀歌（1986年） - 兼子信雄
- 極道の妻たち（1986年） - 杉田組組員 時岡辰平
- ビー・バップ・ハイスクール 高校与太郎行進曲（1987年） - 兼子信雄
- ビー・バップ・ハイスクール 高校与太郎狂騒曲（1987年） - 兼子信雄
- 新宿純愛物語（1987年） - 南春雄
- ビー・バップ・ハイスクール 高校与太郎音頭（1988年） - 兼子信雄
- ビー・バップ・ハイスクール 高校与太郎完結篇（1988年） - 兼子信雄
- 99.9-刑事専門弁護士-THE MOVIE（2021年） - ノブオ

### テレビ
- な・ま・い・き盛り 第5話（1986年11月13日、フジテレビ）　- 不良グループの一味
- 桃色学園都市宣言（1987年、フジテレビ） - 大久保
- あきれた刑事 第18話（1987年、NTV） - 藤原
- あぶない刑事 第46話 「脱出」（1987年、NTV） - 人質のサラリーマン

### ラジオ
- 仲村トオル 待たせてゴメン（1987年、ニッポン放送）※金曜のみ

### 配信
- YouTube『テルチャンネル』（MC：白井光浩）
- YouTube『きみに幸あれ』(メイン杉浦幸)

### イベント
- 「ビーバップ与太郎伝説」トークライブ（2022年）